# Zachary Browne
Zachary Browne (Sacramento, California, 28 de marzo de 1985) es un exactor estadounidense.
Browne ha tenido papeles invitados en ER, 7th Heaven y Dr. Quinn, Medicine Woman, entre otros programas. Estuvo en 7th Heaven como Stan en 1997, y Kyle (joven) en The Pretender. Hizo una audición para el papel de Marty Preston en Shiloh (1996) y el director quedó muy impresionado con él. No consiguió el papel porque era demasiado joven. Sin embargo, cuando se eligió Shiloh 2, él tenía 13 años y fue recordado cuando hizo la audición. Shiloh 2: Shiloh Season (1999) fue la última película de Zachary, ya que dejó de actuar a la edad de 14 años.

## Filmografía

### Cine
| Año  | Título                  | Papel          | Notas         |
| ---- | ----------------------- | -------------- | ------------- |
| 1993 | To Sleep with a Vampire | Daniel         | Sin acreditar |
| 1993 | Kid                     | William        | Cortometraje  |
| 1995 | Man of the House        | Norman Bronski |               |
| 1997 | Family Plan             | Eli Mackenzie  |               |
| 1998 | Waking Up Horton        | Mark           |               |
| 1999 | Shiloh 2: Shiloh Season | Marty Preston  |               |

### Televisión
| Año  | Título                    | Papel          | Notas                                       |
| ---- | ------------------------- | -------------- | ------------------------------------------- |
| 1993 | Empty Cradle              | Sam            | Película de televisión                      |
| 1995 | Sisters                   | Niñito         | Episodio 4.12: "Second Thoughts"            |
| 1995 | ER                        | Jake Leeds     | 7 episodios                                 |
| 1996 | Renegado                  | Eli            | Episodio 4.16: "Rio Reno"                   |
| 1996 | Minor Adjustments         | Kevin          | Episodio 1.12: "Make My Day"                |
| 1996 | Wiseguy                   | Alex Callendar | Película de televisión                      |
| 1997 | Baywatch                  | Clifford       | Episodio 7.22: "Nevermore"                  |
| 1997 | The Pretender             | Young Kyle     | 3 episodios                                 |
| 1997 | 7th Heaven                | Stanley        | Episodio 2.7: "Girls Just Want to Have Fun" |
| 1998 | Dr. Quinn, Medicine Woman | Oliver Dinston | Episodio 6.14: "Seeds of Doubt"             |
| 1998 | Kelly Kelly               | Todd           | Episodio 1.5: "Bye Bye Baby"                |
| 1999 | The Darwin Conspiracy     | Judd Reynolds  | Película de televisión                      |